# 温家街
39°54′03″N 116°22′00″E / 39.9008399°N 116.3666507°E
温家街，是位于中国北京市西城区中部的一条胡同。

## 简介
温家街为东西曲折走向，东到佟麟阁路，西到东智义胡同。全长313米，平均宽4.5米。始见于清朝，因姓而得名。1911年之后又称“沈家街”。1965年北京市整顿地名，将承恩胡同部分并入。